# Extraction (collection)

Logo de la collection et de la revue

Extraction, sous-titrée Il existe des laboratoires, est une collection littéraire créée en 2010 par Chloé Delaume, au sein des éditions Joca Seria. Elle s'accompagne d'une revue numérique pluridisciplinaire, du même nom.

## Démarche
La collection « Extraction » se présente comme un « laboratoire », dont l'ambition est de « faire sortir la littérature de son carcan traditionnel, tirer la poésie hors de ses codes et ses chapelles et donner la parole aux expérimentateurs. ».
Elle propose dès lors des textes d' « écrivains-chercheurs, qui, du fond de leur laboratoire, produisent des formes et des dispositifs singuliers, tout en prenant la langue comme matériau. Le son, parfois, aussi. Quand ce n’est pas l’image. Une littérature aux frontières d’autres arts, intégrant d’autres pratiques que l’écriture. Repoussant ses limites. Une littérature contemporaine non pas parce que publiée par des auteurs en vie, mais parce qu’intégrant, au plus profond de son propos et de sa structure, les données du monde d’aujourd’hui. »

## Publications
- Philippe Adam et Fabrice Ravel-Chapuis, Il manque une pièce, 2011.
- Patrick Bouvet, Open Space, 2010.
- Arnaud Calleja, La Performance, 2012.
- Camille Ducellier, Le Guide pratique du féminisme divinatoire, 2011.
- Rémi Deulceux, Méthodologie de la vie clandestine, 2012.
- Joachim Montessuis, Regen, 2012.
- Émilie Notéris, Séquoiadrome, 2011.
- Anne Kawala, Part &, 2011.
- Guillaume Lebrun, Quelque chose de l'ordre de l'espèce, 2011.
- Judith Mayer, Un Mobile, 2011

## La revue
Extraction est une revue numérique ouverte aux champs littéraires et musicaux, dans une perspective expérimentale. Au-delà de créations inédites, elle propose des entretiens, des modules  critiques ainsi que des enregistrements de performances.